# アレクサンダル・ペトロヴィッチ
アレクサンダル・ペトロヴィッチ（Aleksandar ("Aco") Petrović、1959年2月16日 - ）はクロアチアのザダル出身の元バスケットボール選手。弟のドラゼン・ペトロビッチとはユーゴスラビア代表やクラブで何度も共にプレイした。欧州チャンピオンズカップ、サポルタカップで共に2度優勝、ユーゴスラビアリーグで3度、国内カップ戦で5度優勝した。
1980年からKKツィボナでプレイ、一時イタリアのビクトリア・リベルタス・ペサロに移籍したがツィボナに復帰を果たした。1990年にザグレブKKに移籍、1992年にはスロベニアリーグのポストイナKKに移籍した。
バスケットボールユーゴスラビア代表として1977年夏季ユニバーシアードで金メダル、1979年夏季ユニバーシアードで銀メダル、1981年夏季ユニバーシアードで銅メダルを獲得、1982年バスケットボール世界選手権、1984年ロサンゼルスオリンピック、1986年バスケットボール世界選手権、1987年バスケットボール欧州選手権で銅メダルを獲得した。
現役引退後、バスケットボールクロアチア代表のヘッドコーチも務めた。現在はKKザダルのヘッドコーチを務めている。